# Peperomia macrorhiza
Peperomia macrorhiza är en pepparväxtart som beskrevs av Carl Sigismund Kunth. Peperomia macrorhiza ingår i släktet peperomior, och familjen pepparväxter. Inga underarter finns listade i Catalogue of Life.